# Космос-2045
Космос-2045 је један од преко 2400 совјетских вјештачких сателита лансираних у оквиру програма Космос.
Космос-2045 је лансиран са космодрома Тјуратам, Бајконур, СССР, 22. септембра 1989. Ракета-носач Сојуз је поставила сателит у орбиту око планете Земље. Маса сателита при лансирању је износила 6300 килограма. Космос-2045 је био војни сателит за фотографску картографију.